# Музей „Орсе“
Музеят „Орсе“ или Музей д'Орсе (на френски: Musée d’Orsay – Музей на Орсе) в Париж (Франция), бивша железопътна гара, е разположен на левия бряг на река Сена. Открит е като музей на 1 декември 1986 г.
В музея са изложени творби на френското изкуство от периода от 1848 до 1914 г., включително картини, скулптури, декоративни изделия и фотографии. Неговата колекция на произведения на импресионисти е сред най-богатите в света.
През 2013 г. е на 17-о място по посещаемост в света с около 3,5 млн. посетители.

## История
На мястото на музея преди него се е намирал Дворецът на Орсе (Palais d'Orsay), наречен на град Орсе, намиращ се на 20 километра югозападно от центъра на Париж. Построен през 1810 г., той е помещавал Държавния съвет до Парижката комуна (1871), когато е опожарен от комунарите.
Сградата на музея е построена като железопътна гара (наречена Гара на Орсе, Gare d'Orsay) за Орлеанската железопътна компания в навечерието на Световното изложение през 1900 г. В периода 1900-1939 г. е служела като крайна гара за линиите, обслужващи Югоизточна Франция.
Към 1939 г. се оказва, че пероните на гарата са къси за удължените влакови композиции, наложили се за железопътните магистрали. Гарата започва да се използва само за връзка с предградията на Париж, част от нея се превръща в пощенски център по време на Втората световна война. На 1 януари 1973 г. затваря врати и хотелът на гарата.
През 1977 г. френското правителство решава да преобразува сградата в музей, който е официално открит на 1 декември 1986 г. от президента Франсоа Митеран. Съоръжена е подземна Гара на Музея на Орсе (Gare du Musée d'Orsay) за железопътната мрежа RER, обслужваща Парижкия регион.

## Сграда
Гарата и хотелът са построени за 2 години от архитекта Виктор Лалу и открити на 14 юли 1900 за Световното изложение в Париж. Сградата е проектирана като метална конструкция с каменна фасада в църковен стил. Външният ѝ вид е повлиян от елегантната архитектурата на заобикалящите я сгради между които и Лувъра. Интериорът е в стил модернизъм и се състои от портал, преддверие и голяма зала с дължина 138 метра и височина 32 метра.
След реконструкцията на сградата и превръщането ѝ в музей, оригиналната архитектура е запазена и адаптирана към новата функция на постройката. Оформени са 3 основни етажа: на първия етаж изложбените зали са разположени от двете страни на голямата зала. Вторият етаж е съставен от тераси, които гледат към голямата зала и водят към изложбените зали, а третият етаж е разположен над преддверието по дължина на бившите перони и във високата част на бившия хотел. Запазени са и часовниците на фасадата на гарата, които гледат към бреговете на Сена.
- Бившият Дворец на Орсе
- Електровлакове в бившата Гара на Орсе, началото на ХХ в.
- Музеят в изглед от Сена

## Колекция
Експозицията в музея е подредена в хронологичен ред. Първият етаж е посветен на периода 1848 – 1870 г. Вторият етаж представя творби от края на ХІХ век, декорация на обществени сгради, представители на натурализма и символизма. На третия етаж са изложени произведения от периода на импресионизма, неоимпресионизма и художниците от Понт Авен.

В музея са изложени творби на:
- Жан-Франсоа Миле
- Гюстав Курбе
- Едуар Мане
- Пиер-Огюст Реноар
- Едгар Дега
- Клод Моне
- Камий Писаро
- Уилям Адолф Бугеро
- Алфред Сисле
- Жорж Сьора
- Пол Синяк
- Пол Гоген
- Винсент Ван Гог
- Анри дьо Тулуз-Лотрек
- Едвард Мунк
- Пиер Бонар
- Пол Сезан
- Феликс Валотон
- Луи-Ернест Бариа
- Анри-Едмон Крос
- Теодор Шасерие
- Роза Боньор
- Огюст Роден
- Анри Фантен-Латур
- Пол Серюзие